# Mokṣa
Mokṣa (devanagari: मोक्ष), sostantivo maschile della lingua sanscrita dal significato di "liberazione", "affrancamento", "emancipazione", "salvezza". Mokṣa è uno dei cardini delle dottrine religiose e spirituali dell'India, comune a tutte le correnti e tradizioni dell'induismo, al giainismo, al sikhismo, e affine al nirvāṇa del buddhismo. La liberazione, variamente interpretata e diversamente conseguibile a seconda del contesto, è principalmente intesa come salvezza dal ciclo delle rinascite (saṃsāra), ma anche quale conseguimento di una condizione spirituale superiore.

## Mokṣanelle Scuole di Pensiero induiste
Nelle tradizioni dell'induismo sono fondamentali i concetti di ātman e brahman. Un errore frequente è quello di considerare questi due concetti (entrambi definiti come “Sé”) un'entità monista comune, un qualcosa che possiede una personalità o degli attributi. Le Scritture induiste come le Upaniṣad e la Bhagavad Gita (e specialmente la scuola di pensiero non-duale Advaita Vedānta), affermano che il Sé si trova al di là dell'essere e del non-essere, oltre qualsiasi senso di tangibilità o comprensione.
Mokṣa è considerato il finale e definitivo abbandono della concezione materiale e mondana dell'ego, la perdita del legame della dualità, e il ristabilimento della propria natura fondamentale, sebbene tale natura sia vista come ineffabile e al di là del sensibile.
Ci sono quattro tipi basilari di Yoga (qui inteso come via per raggiungere l'unione con la divinità) per ottenere il mokṣa, la liberazione:
- Karma Yoga - la via dell'azione;
- Bhakti Yoga - la via dell'amore e della devozione;
- Jñāna Yoga - la via della conoscenza e del discernimento assoluto;
- Raja Yoga - la via “regale” della padronanza di sé e del controllo della mente.

Le differenti Scuole di Pensiero induiste (le darshana) danno più enfasi a certi metodi rispetto ad altri; alcune tra le più famose sono le pratiche yogiche e tantriche sviluppatesi nell'Induismo. Al giorno d'oggi, le due maggiori scuole di pensiero sono l'Advaita Vedānta e la bhakti.
La filosofia della bhakti' vede il Sé come un dio, più spesso una concezione personificata e monoteistica di Visnù, Shiva o della Dea. Al contrario della tradizione abramica, questo monoteismo non impedisce ad un induista di adorare altri aspetti della divinità, o esseri celesti o maestri, poiché essi sono tutti visti come emanazioni della stessa sorgente. Comunque, è importante notare che la Bhagavad Gita condanna l'adorazione di entità semi-divine, poiché se da un lato questo tipo di adorazione porta benefici e piaceri di ordine materiale e spirituale, esso non aiuta a conseguire la salvezza. Il concetto è quello della dissoluzione di sé nell'amore, dal momento che la reale natura dell'essere si manifesta come amore (prema). Immergendosi interamente nell'amore della divinità, il kārma (a prescindere se buono o cattivo) dell'individuo viene dissolto, e la verità (sathya) è presto conosciuta e sperimentata.
Il Vedānta si ritrova diviso in tre correnti, sebbene le scuole del dualismo e del dualismo qualificato siano principalmente associate con la linea di pensiero della bhakti. La più famosa oggi tra queste scuole è l'Advaita Vedānta, una prospettiva non-duale (nessuna separazione tra l'individuale e l'universale, divinità); essa si basa sulle Upaniṣad, sul Vedānta Sutra e sugli insegnamenti del suo fondatore putativo, Adi Shankara. È importante sottolineare che l'Advaita Vedānta non esclude, ma comprende e trascende la bhakti; questa filosofia afferma che attraverso il discernimento tra reale ed irreale, l'intensa meditazione e la sincera devozione a Dio, il sadhaka (aspirante/praticante spirituale) dovrebbe, così come si pela una cipolla, rimuovere il velo di Maya (illusione) della manifestazione duale, per realizzare dentro di sé l'unità di Ātman e Brahman, e comprendere la natura del Non-manifesto, senza attributi, che paradossalmente è al tempo stesso Essere e Non-essere, immanente e trascendente, tutto e nulla, al di là di qualsiasi descrizione.

## Mokṣatra Induismo e Buddhismo
Nell'Advaita, i concetti di mokṣa e di nirvāṇa buddhista non sono così disuniti da considerarsi incomparabili. Anzi, c'è molta somiglianza nelle rispettive concezioni di “coscienza” ed ottenimento dell'illuminazione. Per gli Advaita, la verità ultima non è una singola Entità Divina di per sé stessa, ma piuttosto un qualcosa che essenzialmente è privo di manifestazione; e questo, per molti Advaita, viene visto come una integrazione (anziché una negazione) della vacuità buddhista.

## Gli stadi del Moksa
Quattro sono in realtà gli stadi del Moksa: il salokya, che consiste nel vivere nella stessa regione in cui risiede la divinità venerata; il samipya, che consiste nell'essere vicini alla divinità; il sarupya, che consiste nell'ottenere la stessa forma o nel possedere le stesse qualità della divinità e il sayuiya, che consiste nell'identificazione con la divinità.

Nelle tradizioni dualiste dell'induismo, d'altra parte, il mokṣa non è analogo al nirvāṇa buddhista. Per i vaishnava e le correnti moniste dello shivaismo, mokṣa è inteso come unione con Dio.